# Hotell Continental, Örebro

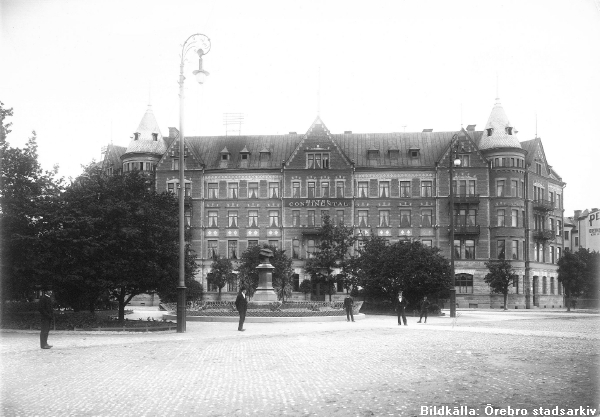
Hotell Continental år 1903 med ursprunglig fasad

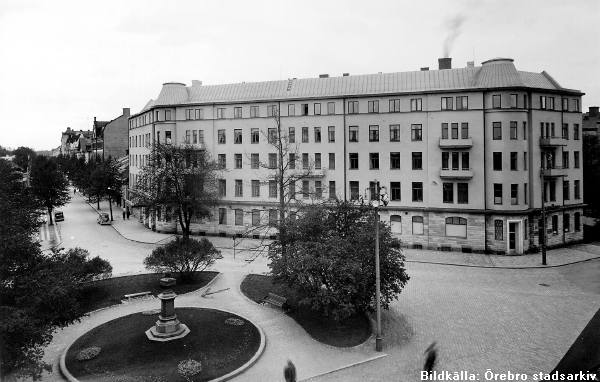
Hotell Continental år 1940 med slät fasad

Hotell Continental var ett hotell i Örebro som var aktivt mellan 1899 och 2006. Det låg mitt emot Örebro centralstation i hörnet av Järnvägsgatan och Östra Bangatan. Byggnaden uppfördes mellan år 1898 och 1899. Byggmästare var Per Karlsson och arkitekt Anders LindstedtFrån början var hotellets exteriör utförd i jugendstil, men någon gång i slutet av 1930-talet avlägnades all yttre utsmyckning, och hotellet erhöll då den nuvarande släta fasaden. Mot slutet av 1940-talet hade hotellet 50 enkel- och dubbelrum. Matsal och festvåning fanns på bottenvåningen.
1984 övertogs rörelsen av Elite Hotels. Hotellet lades ner när fastigheten år 2006 gjordes om till bostadshus.

## Contan
Hotellet hade en en krog på bottenplan som under de sista åren var en populär konsertscen. Den hette då Contan och Lord Nelson och Contan var även det folkliga namnet på hotellet som sådant. På krogens scen genomfördes flera spelningar med både svenska och internationella band och artister, de flesta inom genren punk eller hårdrock. Flera bandbokningar gjordes av Club Aska. Musikgruppen Millencolin har kallat Contan för sitt andra hem.